# Nazionale maschile di rugby a 15 di Mauritius
La nazionale di rugby a 15 di Mauritius rappresenta Mauritius nel rugby a 15 in ambito internazionale, dove è inclusa fra le formazioni di terzo livello.